# Orode II
Orode II, riportato anche nella versione Urud II (in partico 𐭅𐭓𐭅𐭃 Wērōd) (... – 37 a.C.), fu re dei Parti dal 57 a.C. al 37 a.C., appartenente alla dinastia arsacide.
Figlio di Fraate III, da lui ucciso nel 57 a.C. con l'ausilio del fratello maggiore Mitridate IV, entrò presto in conflitto anche con quest'ultimo, scatenando una lotta dinastica in cui Orode ebbe la meglio.
Nel frattempo, il generale romano e triumviro Marco Licinio Crasso aveva tentato di espandere il territorio della repubblica dando il via a campagne militari verso est. Questo tentativo si rivelò per lui fatale, con Crasso che morì nel corso degli scontri nel 53 a.C. durante la battaglia di Carre ingaggiata contro il generale di Orode Surena. Di lì a poco, Orode in persona invase l'Armenia e costrinse il re Artavaside II (regnante dal 55 al 34 a.C.) a sottomettersi e a rinunciare alla sua alleanza con i romani. La vittoria di Carre assicurò ai Parti i territori localizzati a est dell'Eufrate. In seguito, nello specifico l'anno successivo, l'impero partico invase la Siria, ma senza riportare successi eclatanti. Surena, le cui imprese lo avevano reso troppo pericoloso, fu ucciso da Orode; nel frattempo Pacoro I, figlio ed erede del re, riportò una dura sconfitta contro Cassio nel 51 a.C.
Durante le guerra civile romana del 44-31 a.C., i Parti si schierarono dapprima con Pompeo e poi con Bruto e Cassio, ma non intervennero direttamente fino al 40 a.C., quando Pacoro, assistito dal disertore romano Quinto Labieno, conquistò gran parte della Siria e dell'Asia Minore, ma fu sconfitto e ucciso da Ventidio nel 38 a.C.. Orode, che patì molto a livello psicologico la morte del suo figlio prediletto, cedette il trono a suo figlio Fraate IV e si spense poco tempo dopo.

## Nome
Orōdēs (Ὀρώδης) è la versione greca corrispondente del nome iranico medio Wērōd/Urūd (𐭅𐭓𐭅𐭃). L'etimologia appare controversa, con la versione in persiano moderno del nome che è Viru (ویرو).

## Biografia

### Origini
Orode nacque negli anni 70 a.C. o forse anche prima. Figlio di Fraate III (regnante dal 69 al 57 a.C.) e nipote di Sanatruce (r. 78/77-69 a.C.), fu proprio suo nonno a consentire l'affermazione al potere di un ramo degli Arsacidi che governò l'impero dei Parti dal 78/77 a.C. fino al 12 d.C. Durante il regno di suo padre, Orode riuscì probabilmente a tessere stretti legami con i funzionari attivi nella parte orientale dell'impero dei Parti, in particolare con il nobile e potente casato dei Suren e probabilmente anche con gli Indo-sciti. Pare che sposò, forse anche prima dell'intronizzazione, una principessa indo-scita, ovvero la madre di Fraate IV. Anche il primogenito di Orode, Pacoro I, rappresentava il risultato dell'unione coniugale o occasionale con una principessa delle periferie della Partia orientale.

### Disputa dinastica per il trono

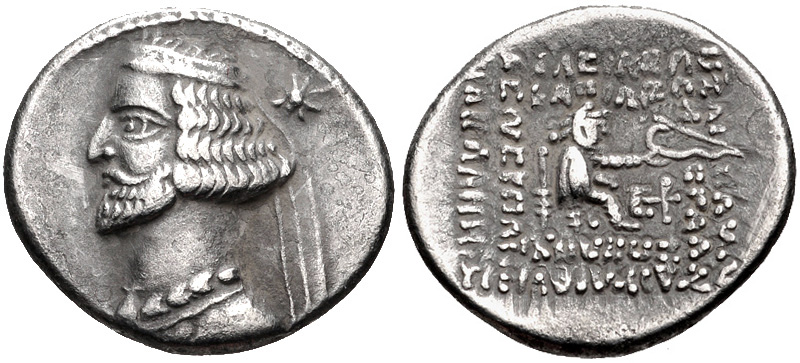
Moneta di Mitridate IV

Nel 57 a.C., Orode e suo fratello maggiore Mitridate IV assassinarono Fraate III. Mitridate IV ricevette inizialmente l'appoggio di Orode, malgrado si trattò soltanto di una parentesi temporale effimera. I due fratelli cominciarono ognuno a radunare un proprio esercito e Orode si ribellò facendo leva sul sostegno della potente casata dei Suren, così come probabilmente degli Sciti del Sakastan. Entrambi assunsero il titolo di re dei re per dimostrare la loro pretesa di superiorità l'uno sull'altro.
Ciò mutò il significato del titolo che, avendo dapprima trovato impiego come simbolo di dominio politico su altri regni, finì per diventare un modo per rivendicare o ribadire il diritto al trono nei confronti degli altri membri della famiglia reale. Mitridate IV fu costretto a trovare rifugio nella Siria romana presso Aulo Gabinio, proconsole e governatore locale. In seguito, Mitridate IV ritornò per invadere la Partia con il sostegno di Gabinio. Il proconsole romano marciò con Mitridate IV verso il fiume Eufrate, ma si allontanò perché in realtà desiderava insediare un altro sovrano, l'egiziano Tolomeo XII. Nonostante avesse perso il supporto dei romani, Mitridate IV avanzò in Mesopotamia e riuscì a conquistare Babilonia. A quel punto, scacciò Orode e restaurò brevemente il suo regno come re nel 55 a.C., coniando monete a Seleucia fino al 54 a.C.
Tuttavia, il re Mitridate IV fu assediato dal generale surenide di Orode, Surena, a Seleucia, e dopo una prolungata resistenza, ingaggiò battaglia con le forze di Orode finendo sconfitto. Mitridate IV fu infine giustiziato nel 54 a.C. per volontà di Orode. Quest'ultimo fu incoronato simbolicamente da Surena, in maniera tale da ribadire il legame tra la corona e la nobile discendenza del generale.

### Guerra con Crasso

Mappa dei confini tra Roma e i Parti nel 55 circa a.C.

Più o meno nello stesso periodo, Marco Licinio Crasso, uno dei triumviro romano, che allora era proconsole di Siria, si preparava a invadere il regno partico per fornire con un tempismo tardivo sostegno a Mitridate IV. Gli emissari di Orode avevano inizialmente tentato di convincere Crasso ad abbandonare la sua spedizione, ma quest'ultimo rispose dicendo che avrebbe comunicato una risposta a Seleucia. L'emissario dei Parti più anziano, Vagise, mostrò il palmo della sua mano, affermando che «i capelli cresceranno prima che tu possa arrivare qui a Seleucia». Il re artassiade d'Armenia Artavaside II (r. 55-34 a.C.), alleato di Roma, consigliò a Crasso di intraprendere una rotta attraverso l'Armenia per evitare il deserto e gli offrì come rinforzi altri 10.000 cavalieri e 30.000 fanti. Secondo la sua opinione, la cavalleria dei Parti avrebbe sperimentato maggiori difficoltà nel districarsi negli altopiani armeni. Crasso declinò tale suggerimento e decise di prendere la rotta diretta attraverso la Mesopotamia.

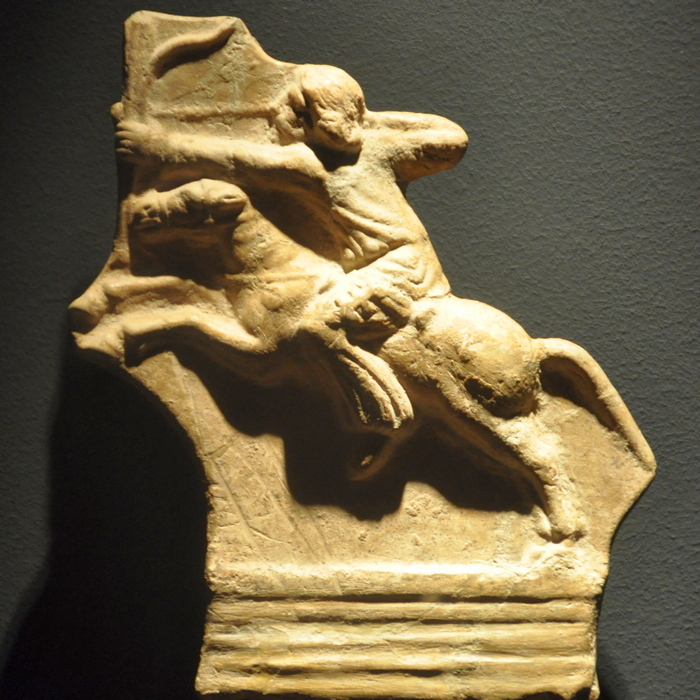
Arciere a cavallo dei Parti conservato a Palazzo Madama, a Torino

Mentre l'esercito di Crasso marciò verso Carre per ingaggiare battaglia (l'odierna Harran, nella Turchia sudorientale), Orode invase l'Armenia, con il risultato che Artavaside dovette confidare in ogni suo uomo senza poterlo inviare ai romani. Orode persuase il re armeno a suggellare un'alleanza matrimoniale tra il principe ereditario Pacoro I (morto nel 38 a.C.) e la sorella di Artavaside. Il monarca partico strinse al contempo un'alleanza con il suo omologo di Commagene Antioco I (r. 70-31 a.C.), che fu cementato dal matrimonio di Orode con la figlia di Antioco, Laodice. Surena, con un esercito composto interamente da uomini a cavallo, cavalcò al fine incontrare l'esercito nemico guidato da Crasso. I 1.000 catafratti di Surena (armati di lance) e i 9.000 arcieri a cavallo apparivano in inferiorità numerica di circa quattro a uno dall'esercito di Crasso, che poteva contare su sette legioni romane e altre truppe ausiliarie, tra cui alcuni galli a cavallo e la fanteria leggera.
Utilizzando un convoglio di circa 1.000 cammelli, l'esercito dei Parti fornì agli arcieri a cavallo una scorta costante di frecce. Gli arcieri a cavallo impiegarono la tattica del "tiro alla partica", ossia attuare una finta ritirata, poi voltarsi improvvisamente e tempestare di frecce l'avversario mentre è scoperto perché in slancio. Questa tattica, eseguita con l'arco composito pesante sulla pianura, ebbe l'effetto di annientare pressoché del tutto la fanteria di Crasso. Con circa 20.000 romani morti, quasi 10.000 catturati e circa altri 10.000 in fuga da ovest, Crasso cercò di ripiegare verso la campagna armena. Alla testa del suo esercito, Surena cercò di avviare dei negoziati con la controparte offrendo la prospettiva di un parley, una proposta che Crasso accettò. Tuttavia, fu ucciso quando uno dei suoi giovani ufficiali, sospettando si trattasse di una trappola, tentò di impedirgli di entrare nel campo di Surena. Dopo la sua morte, i Parti avrebbero versato oro fuso in gola, un gesto simbolico per deridere la famosa avidità del romano.
La sconfitta di Crasso a Carre si rivelò una delle peggiori sconfitte militari nella storia romana. La vittoria dell'impero partico consolidò la sua reputazione di stabile potenza, forse in quel momento quasi alla pari per forza con Roma. Mentre Orode e Artavaside stavano osservando una reinterpretazione della commedia de Le Baccanti di Euripide alla corte armena in onore del matrimonio di Pacoro e della sorella di Artavaside, il comandante dei Parti Silace annunciò la notizia della vittoria a Carre e piazzò la testa di Crasso ai piedi di Orode. La testa fu poi regalata al realizzatore dello spettacolo, il quale decise di impiegare quella testa mozzata al posto del classico Penteo come materiale di scena. Al comando dei sopravvissuti, dei prigionieri di guerra e del prezioso bottino conseguito, Surena viaggiò per circa 700 km fino a Seleucia, dove si tennero le celebrazioni per la sua vittoria. Tuttavia, temendo le sue ambizioni per il trono arsacide, Orode fece giustiziare il generale poco dopo. Sebbene Orode non stesse più preservando i buoni rapporti del passato con il casato dei Suren, riuscì comunque a rimanere in stretto contatto con l'est, nello specifico con il re indo-scita Azes I (r. 48/47-25 a.C.).

### Campagna in Asia Minore e in Levante

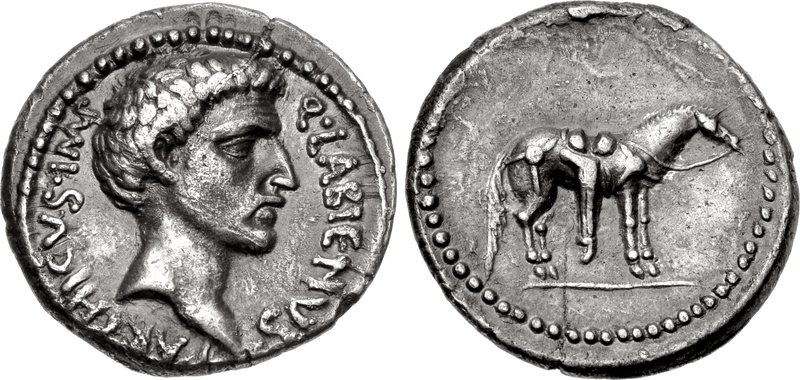
Moneta di Quinto Labieno

Incoraggiati dalla vittoria su Crasso, i Parti tentarono di conquistare i territori in mano ai romani in Asia occidentale. Secondo Kennedy, quest'obiettivo fu perseguito in maniera ancora più marcata specie dopo il reclutamento dei prigionieri e di altre truppe esperte dei romani nelle file partiche. Il principe ereditario Pacoro I e il suo comandante Osace decisero di compiere una campagna in Siria riuscendo a spingersi fino a Antiochia nel 51 a.C., ma venendo respinti da Gaio Cassio Longino, il quale tese un'imboscata che gli consentì di uccidere Osace. Orode si schierò dalla parte di Pompeo nel corso della guerra civile contro Giulio Cesare e inviò persino delle truppe a sostegno delle forze anti-cesaree nell'ambito della battaglia di Filippi del 42 a.C. Quinto Labieno, un generale fedele a Cassio e a Bruto, si avvicinò alle posizioni politiche della Partia contro il secondo triumvirato nel 40 a.C.; l'anno successivo invase la Siria insieme a Pacoro I. Il triumviro Marco Antonio non fu in grado di guidare la difesa romana in maniera efficiente contro la Partia a causa della sua partenza per l'Italia, dove radunò gli uomini necessari a fronteggiare il suo rivale Ottaviano e, alla fine, condusse negoziati con lui a Brindisi.
Dopo che la Siria fu occupata dall'esercito di Pacoro, Labieno si separò dalla principale forza dei Parti per invadere l'Anatolia, mentre Pacoro e il suo comandante Barzafarne invasero il Levante. Gli aggressori sottomisero tutti gli insediamenti lungo la costa mediterranea fino a Tolemaide (l'odierna Acri, in Israele), con l'unica eccezione di Tiro. In Giudea, i combattenti ebraici filo-romani diretti dal sommo sacerdote Ircano II, Fasaele ed Erode furono sconfitti dai Parti e dal loro alleato ebraico Antigono II Asmoneo (r. 40-37 a.C.); quest'ultimo fu nominato re di Giudea mentre Erode fuggì nel suo forte a Masada.
Nonostante questi successi, i Parti furono presto scacciati dal Levante da una controffensiva romana. Ventidio Basso, un ufficiale al comando di Marco Antonio, sconfisse e poi giustiziò Labieno in uno scontro avvenuto alle porte della Cilicia (moderna provincia di Mersin, in Turchia) nel 39 a.C. Poco dopo, un contingente partico in Siria agli ordini del generale Farnapato subì una disfatta per mano di Ventidio durante la battaglia del passo di Amano (presso l'odierno confine tra la Siria e la Turchia). A quel punto, Pacoro I decise di ritirarsi temporaneamente dalla Siria. Quando tornò nella primavera del 38 a.C., affrontò Ventidio al monte Gindaro, situato a nord-est di Antiochia. Pacoro fu ucciso durante la schermaglia e le sue forze si ritirarono attraverso l'Eufrate. La sua morte generò una crisi di successione che spinse Orode, profondamente afflitto dalla morte del suo figlio prediletto, a cedere il trono all'altro figlio Fraate IV (r. 37 circa–2 a.C.).

### Morte
La causa della morte di Orode è incerta; secondo Cassio Dione, si lasciò andare completamente dopo aver patito terribilmente per la morte di Pacoro o perì di vecchiaia. Plutarco, tuttavia, afferma che Orode fu assassinato da Fraate IV. Temendo che la sua posizione potesse essere messa in pericolo, Fraate IV giustiziò tutti i suoi fratellastri, ovvero i figli di Orode e Laodice, anche perché la loro discendenza materna aveva un peso specifico maggiore della sua. È probabile che nello stesso contesto trucidò anche Laodice.

## Monetazione e titoli

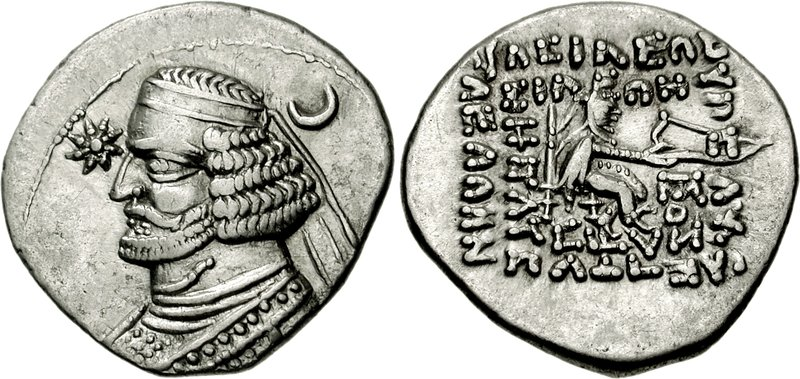
Moneta di Orode II con un arciere seduto sul rovescio

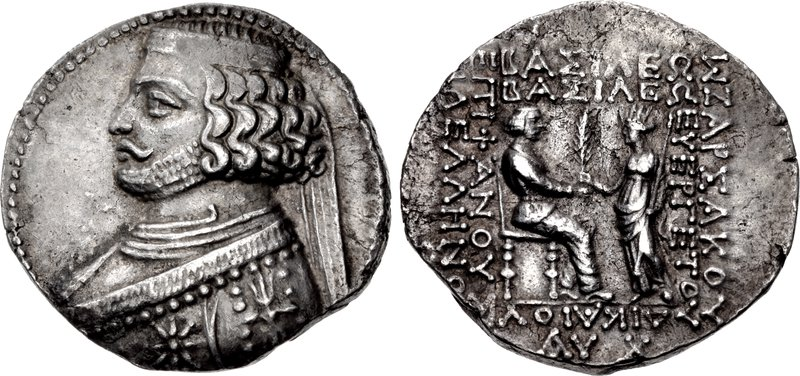
Moneta di Orode II con Tiche-Khvarenah sulla parte posteriore

La monetazione sotto Orode non subì sostanziali mutamenti rispetto a quella dei suoi predecessori. La parte posteriore delle sue monete lo ritrae con capelli e barba corti, assieme a un paio di baffi ben visibili. Secondo lo storico moderno Vesta Sarkhosh Curtis, la sua effigie somiglia molto alla statua del principe partico Shami scoperta sui monti Bakhtiari, nell'Iran sudoccidentale, e oggi conservata nel museo nazionale a Teheran. La parte posteriore raffigura un arciere seduto che indossa un berretto morbido (bašlyk) e seduto su un trono. Curtis nota la sua stretta somiglianza con i troni dei monarchi achemenidi ritratti sulle sculture sulla roccia di Persepoli.
Un altro denaro raffigura invece sul retro una scena di investitura, con Orode che riceve uno scettro dalla dea greca Tiche. In epoca partica, gli iranici ricorrevano all'iconografia ellenistica per ritrarre le proprie divinità, con la scena dell'investitura che può essere associata all'avestica khvarenah, cioè la gloria regale. Secondo lo storico moderno Khodadad Rezakhani, l'introduzione di questa nuova rappresentazione potrebbe essere dovuta all'allargamento dell'autorità di Orode dopo la battaglia di Carre nel 53 a.C. Sotto Orode e suo figlio Fraate IV, l'attività delle zecche raggiunse il suo apice, con l'unico sovrano dei Parti ad avere toccato numeri simili che fu Mitridate II (r. 124-88 a.C.).
Come ogni altro re dei Parti, Orode adoperò il titolo di Arsace sulla sua moneta, un riferimento al primo monarca Arsace I (r. 247-217 a.C.), che era diventato un onorifico tra i monarchi dei Parti ed era finalizzata a rimarcare i suoi successi.

## Albero genealogico
|  |  |  |  |  |  |  |  |  |  |  |  |  |  |                             |                             |                             |                             |                             |                             |  |  | Fraate III (r. 69-57 a.C.) |          |          |          |          |          |                          |                          |                          |                          |                          |                          |                          |                          |                          |                          |                              |                              |                              |                              |                              |                              |  |  |  |  |  |  |  |  |  |  |  |  |  |  |  |  |  |  |  |  |  |  |  |  |  |  |  |  |  |  |
|  |  |  |  |  |  |  |  |  |  |  |  |  |  |                             |                             |                             |                             |                             |                             |  |  |                            |          |          |          |          |          |                          |                          |                          |                          |                          |                          |                          |                          |                          |                          |                              |                              |                              |                              |                              |                              |  |  |  |  |  |  |  |  |  |  |  |  |  |  |  |  |  |  |  |  |  |  |  |  |  |  |  |  |  |  |
|  |  |  |  |  |  |  |  |  |  |  |  |  |  |                             |                             |                             |                             |                             |                             |  |  |                            |          |          |          |          |          |                          |                          |                          |                          |                          |                          |                          |                          |                          |                          |                              |                              |                              |                              |                              |                              |  |  |  |  |  |  |  |  |  |  |  |  |  |  |  |  |  |  |  |  |  |  |  |  |  |  |  |  |  |  |
|  |  |  |  |  |  |  |  |  |  |  |  |  |  |                             |                             |                             |                             |                             |                             |  |  |                            |          |          |          |          |          |                          |                          |                          |                          |                          |                          |                          |                          |                          |                          |                              |                              |                              |                              |                              |                              |  |  |  |  |  |  |  |  |  |  |  |  |  |  |  |  |  |  |  |  |  |  |  |  |  |  |  |  |  |  |
|  |  |  |  |  |  |  |  |  |  |  |  |  |  | Principessa dal nome ignoto | Principessa dal nome ignoto | Principessa dal nome ignoto | Principessa dal nome ignoto | Principessa dal nome ignoto | Principessa dal nome ignoto |  |  |                            |          |          |          |          |          | Orode II (r. 57-32 a.C.) | Orode II (r. 57-32 a.C.) | Orode II (r. 57-32 a.C.) | Orode II (r. 57-32 a.C.) | Orode II (r. 57-32 a.C.) | Orode II (r. 57-32 a.C.) |                          |                          |                          |                          | Mitridate IV (r. 57-54 a.C.) | Mitridate IV (r. 57-54 a.C.) | Mitridate IV (r. 57-54 a.C.) | Mitridate IV (r. 57-54 a.C.) | Mitridate IV (r. 57-54 a.C.) | Mitridate IV (r. 57-54 a.C.) |  |  |  |  |  |  |  |  |  |  |  |  |  |  |  |  |  |  |  |  |  |  |  |  |  |  |  |  |  |  |
|  |  |  |  |  |  |  |  |  |  |  |  |  |  | Principessa dal nome ignoto | Principessa dal nome ignoto | Principessa dal nome ignoto | Principessa dal nome ignoto | Principessa dal nome ignoto | Principessa dal nome ignoto |  |  |                            |          |          |          |          |          | Orode II (r. 57-32 a.C.) | Orode II (r. 57-32 a.C.) | Orode II (r. 57-32 a.C.) | Orode II (r. 57-32 a.C.) | Orode II (r. 57-32 a.C.) | Orode II (r. 57-32 a.C.) |                          |                          |                          |                          | Mitridate IV (r. 57-54 a.C.) | Mitridate IV (r. 57-54 a.C.) | Mitridate IV (r. 57-54 a.C.) | Mitridate IV (r. 57-54 a.C.) | Mitridate IV (r. 57-54 a.C.) | Mitridate IV (r. 57-54 a.C.) |  |  |  |  |  |  |  |  |  |  |  |  |  |  |  |  |  |  |  |  |  |  |  |  |  |  |  |  |  |  |
|  |  |  |  |  |  |  |  |  |  |  |  |  |  |                             |                             |                             |                             |                             |                             |  |  |                            |          |          |          |          |          |                          |                          |                          |                          |                          |                          |                          |                          |                          |                          |                              |                              |                              |                              |                              |                              |  |  |  |  |  |  |  |  |  |  |  |  |  |  |  |  |  |  |  |  |  |  |  |  |  |  |  |  |  |  |
|  |  |  |  |  |  |  |  |  |  |  |  |  |  |                             |                             |                             |                             |                             |                             |  |  |                            |          |          |          |          |          |                          |                          |                          |                          |                          |                          |                          |                          |                          |                          |                              |                              |                              |                              |                              |                              |  |  |  |  |  |  |  |  |  |  |  |  |  |  |  |  |  |  |  |  |  |  |  |  |  |  |  |  |  |  |
|  |  |  |  |  |  |  |  |  |  |  |  |  |  |                             |                             |                             |                             |                             |                             |  |  | Pacoro I                   | Pacoro I | Pacoro I | Pacoro I | Pacoro I | Pacoro I |                          |                          |                          |                          |                          |                          | Fraate IV (r. 37-2 a.C.) | Fraate IV (r. 37-2 a.C.) | Fraate IV (r. 37-2 a.C.) | Fraate IV (r. 37-2 a.C.) | Fraate IV (r. 37-2 a.C.)     | Fraate IV (r. 37-2 a.C.)     |                              |                              |                              |                              |  |  |  |  |  |  |  |  |  |  |  |  |  |  |  |  |  |  |  |  |  |  |  |  |  |  |  |  |  |  |

### Esplicative
1. ↑  Orode II e Laodice sono menzionati in un'iscrizione greca eretta in suo onore durante il mandato suo fratello Mitridate II di Commagene (r. 31-20 a.C.) in suo onore; "la regina Laodice, sorella del re [Mitridate II], e moglie (gunē) del re dei re Orode [II]": Bigwood (2008), p. 248.

### Bibliografiche
1. ↑  Bivar (1983), p. 98.
2. 1 2  al-Rayhani (2006), p. 147.
3. ↑  Marcato (2018), p. 55.
4. ↑  Bigwood (2008), p. 257, nota 78.
5. ↑  Olbrycht (2016), p. 3.
6. ↑  Kia (2016), p. 195.
7. 1 2  Olbrycht (2021).
8. 1 2  Kia (2016), p. 196.
9. ↑  Olbrycht (2016), p. 23; Kia (2016), p. 196; Shayegan (2011), p. 238; Olbrycht (2021)
10. ↑  Shayegan (2011), pp. 238, 246.
11. ↑  Shayegan (2011), p. 238.
12. 1 2 3 4 5  Bivar (1983), p. 49.
13. ↑  Plutarco, vol. III, XXI.
14. ↑  Bivar (1983), pp. 49-50; Katouzian (2009), pp. 42-43.
15. ↑  Plutarco, vol.III, XVIII.
16. ↑  Bivar (1983), p. 50.
17. 1 2 3  Plutarco, vol.III, XIX.
18. ↑  Bivar (1983), pp. 55-56; Garthwaite (2005), p. 79; Brosius (2006), pp. 94-95; Curtis (2007), pp. 12-13.
19. ↑  Dąbrowa (2018), p. 80.
20. ↑  Bivar (1983), pp. 52-55.
21. 1 2  Bivar (1983), p. 52.
22. ↑  Bivar (1983), pp. 52-55; Brosius (2006), pp. 94-95; Garthwaite (2005), pp. 78-79.
23. ↑  Katouzian (2009), pp. 42-43; Garthwaite (2005), p. 79; Bivar (1983), pp. 52-55; Brosius (2006), p. 96.
24. ↑  Bivar (1983), pp. 52-55; Brosius (2006), p. 96.
25. ↑  Cassio Dione, libro 40, 26.3.
26. 1 2  Kennedy (1996), p. 78.
27. ↑  Bivar (1983), pp. 55-56; Brosius (2006), p. 96.
28. ↑  Dąbrowa (2018), p. 80; Bivar (1983), p. 56.
29. ↑  Bivar (1983), p. 56.
30. 1 2  Kennedy (1996), p. 80.
31. ↑  Kennedy (1996), pp. 78-79; Bivar (1983), p. 56.
32. ↑  Bivar (1983), pp. 56-57; Strugnell (2006), p. 243.
33. 1 2 3  Bivar (1983), p. 57; Strugnell (2006), p. 244; Kennedy (1996), p. 80.
34. ↑  Guidetti (2004), p. 319.
35. ↑   Bivar (1983), p. 57.
36. 1 2  Bivar (1983), pp. 57-58; Strugnell (2006), pp. 239, 245; Brosius (2006), p. 96; Kennedy (1996), p. 80.
37. ↑  Bivar (1983), p. 58; Brosius (2006), p. 96; Kennedy (1996), pp. 80-81; Strugnell (2006), pp. 239, 245-246.
38. 1 2  Bivar (1983), p. 58.
39. ↑  Dąbrowa (2018), pp. 80-81.
40. ↑  Boyce e Grenet (1991), p. 313.
41. 1 2 3 4  Rezakhani (2013), p. 771.
42. 1 2  Curtis (2012), p. 71.
43. ↑  Curtis (2007), p. 419.
44. ↑  Curtis (2012), pp. 76-77; Boyce (1984), p. 82; Curtis (2012), p. 71; Olbrycht (2016), p. 99.
45. ↑  Metcalf (2016), p. 284.
46. ↑  Dąbrowa (2012), p. 169.
47. ↑  Kia (2016), p. 23.

### Fonti primarie
- Cassio Dione, Storia romana, collana BUR Classici greci e latini, traduzione di Giuseppe Norcio, Rizzoli, 1995, ISBN 978-88-17-17033-8.
- Plutarco, Vite parallele, a cura di Maria Luisa Amerio e Domenica Paola Orsi, collana Classici greci, UTET, 2021, ISBN 978-88-51-19669-1.

### Fonti secondarie
- (EN) Ali ibn 'Ubayda al-Rayhani, Persian Wisdom in Arabic Garb, vol. 66, Brill, 2006, ISBN 978-90-47-41875-7.
- (EN) Joan M. Bigwood, Some Parthian Queens in Greek and Babylonian Documents, in Iranica Antiqua, vol. 43, 2008,  pp. 235-274, DOI:10.2143/IA.43.0.2024050.
- (EN) David Bivar, The Political History of Iran under the Arsacids, in Ehsan Yarshater, The Cambridge History of Iran, 3(1): The Seleucid, Parthian and Sasanian Periods, Cambridge, Cambridge University Press, 1983,  pp. 21-99, ISBN 0-521-20092-X.
- (EN) Mary Boyce, Zoroastrians: Their Religious Beliefs and Practices. Psychology Press, 1984, ISBN 978-04-15-23902-8.
- (EN) Mary Boyce e Frantz Grenet, A History of Zoroastrianism, Zoroastrianism under Macedonian and Roman Rule, Leida, Brill, 1991, ISBN 978-90-04-29391-5.
- (EN) Maria Brosius, The Persians: An Introduction, Londra e New York, Routledge, 2006, ISBN 978-0-415-32089-4.
- (EN) Journal of Late Antiquity Vesta Sarkhosh Curtis, Religious iconography on ancient Iranian coins, Londra,  pp. 413-434.
- (EN) Vesta Sarkhosh Curtis, Parthian coins: Kingship and Divine Glory, in The Parthian Empire and its Religions, 2012,  pp. 67-83, ISBN 978-39-40-59813-4.
- (EN) Edward Dąbrowa, The Parthian Kingship, in History of the Ancient Near East / Monographs. XI: 123–134, Padova, S.A.R.G.O.N. Editrice e Libreria, 2007.
- (EN) Edward Dąbrowa, Arsakes Epiphanes. Were the Arsacids Deities 'Revealed'?, in Studi Ellenistici, XXIV, Pisa e Roma, Fabrizio Serra editore, 2010,  pp. 223-231.
- (EN) Edward Dąbrowa, The Arsacid Empire, in Touraj Daryaee, The Oxford Handbook of Iranian History, Oxford University Press, 2012, ISBN 978-0-19-987575-7.
- (EN) Edward Dąbrowa, The Parthian Aristocracy: its Social Position and Political Activity, in Parthica, vol. 15, 2013,  pp. 53-62.
- (EN) Edward Dąbrowa, Arsacid Dynastic Marriages, in Electrum, vol. 25, 2018,  pp. 73-83, DOI:10.4467/20800909EL.18.005.8925.
- (EN) Gene Ralph Garthwaite, The Persians, Oxford e Carlton, Blackwell Publishing, Ltd., 2004, ISBN 978-1-55786-860-2.
- Massimo Guidetti, Storia del Mediterraneo nell'antichità: 9.-1. secolo a.C, Editoriale Jaca Book, 2004, ISBN 978-88-16-40660-5.
- (EN) Homa Katouzian, The Persians: Ancient, Medieval, and Modern Iran, New Haven e Londra, Yale University Press, 2009, ISBN 978-0-300-12118-6.
- (EN) David Kennedy, Parthia and Rome: eastern perspectives, in David L. Kennedy e David Braund, The Roman Army in the East, Ann Arbor, Cushing Malloy Inc., Journal of Roman Archaeology: Supplementary Series Number Eighteen, 1996,  pp. 67-90, ISBN 1-887829-18-0.
- (EN) Mehrdad Kia, The Persian Empire: A Historical Encyclopedia, ABC-CLIO, 2016, ISBN 978-16-10-69391-2.
- (EN) Enrico Marcato, Personal Names in the Aramaic Inscriptions of Hatra (PDF), Digital Publishing, 2018, ISBN 978-88-69-69231-4.
- (EN) Michał Marciak, Sophene, Gordyene, and Adiabene: Three Regna Minora of Northern Mesopotamia Between East and West, BRILL, 2017, ISBN 978-90-04-35072-4.
- (EN) William E. Metcalf, The Oxford Handbook of Greek and Roman Coinage, Oxford, Oxford University Press, 2016, ISBN 978-01-99-37218-8.
- (EN) Parthian King's tiara - Numismatic evidence and some aspects of Arsacid political ideology, vol. 2, Cracovia, 1997,  pp. 27-61.
- (EN) Marek Jan Olbrycht, Arsacid Iran and the nomads of Central Asia – Ways of cultural transfer, in Complexity of Interaction along the Eurasian Steppe Zone in the First Millenium CE, vol. 7, Bonn, Bonn Contributions to Asian Archaeology, 2015,  pp. 333-390.
- (EN) Marek Jan Olbrycht, Dynastic Connections in the Arsacid Empire and the Origins of the House of Sāsān, in The Parthian and Early Sasanian Empires: Adaptation and Expansion, Oxbow Books, 2016, ISBN 978-17-85-70208-2.
- (EN) Marek Olbrycht, Orodes II, in Ehsan Yarshater, Encyclopædia Iranica, ed. online, Encyclopædia Iranica Foundation, 2021.
- (EN) Khodadad Rezakhani, Arsacid, Elymaean, and Persid Coinage, in Daniel T. Potts, The Oxford Handbook of Ancient Iran, Oxford University Press, 2013, ISBN 978-01-99-73330-9.
- (EN) Rüdiger Schmitt, Personal Names, Iranian iv. Parthian Period, su Encyclopaedia Iranica, iranicaonline.org.
- (EN) M. Rahim Shayegan, Arsacids and Sasanians: Political Ideology in Post-Hellenistic and Late Antique Persia, Cambridge University Press, ISBN 978-05-21-76641-8.
- (EN) Emma Strugnell, Ventidius' Parthian War: Rome's Forgotten Eastern Triumph, in Acta Antiqua, vol. 46, n. 3, 2006,  pp. 239-252, DOI:10.1556/AAnt.46.2006.3.3.